# Yampier Hernández
Yampier Hernández Gonzales (Havana, 30 de agosto de 1984) é um boxista cubano que representou seu país nos Jogos Olímpicos de Verão de 2008, realizados em Pequim, na República Popular da China. Competiu na categoria mosca-ligeiro onde conseguiu a medalha de bronze após perder nas semifinais para o mongol Pürevdorjiin Serdamba.